# 전자 광고판

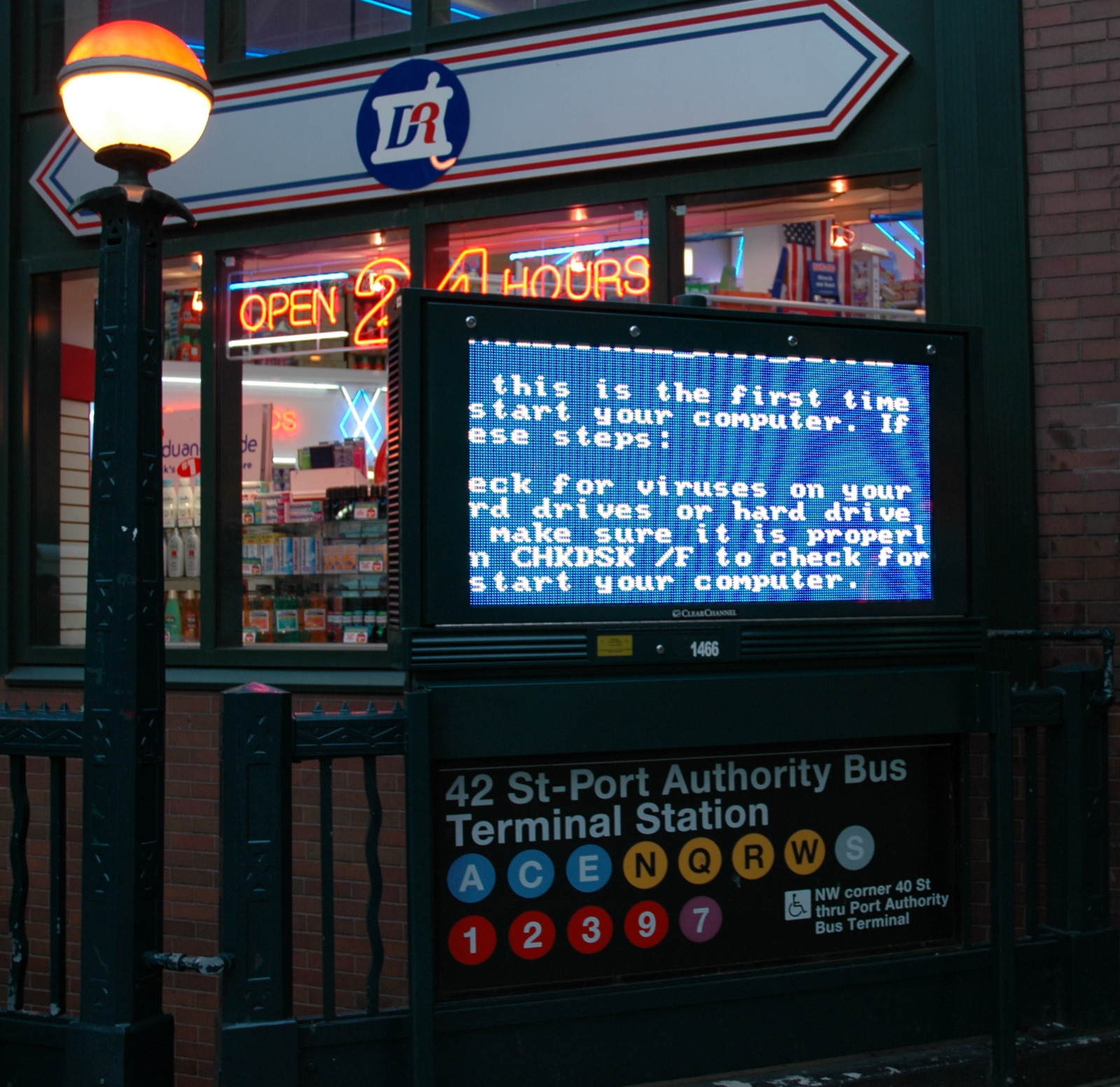

전자 광고판(電子廣告板, 영어: digital signage 디지털 사이니지[*])은 디지털 기술을 활용하여 평면 디스플레이나 프로젝터 등에 의해 영상이나 정보를 표시하는 광고 매체이다. 전자 사이니지의 한 분야이다. 디지털 디스플레이는 LCD, LED, 프로젝션 및 전자종이와 같은 기술을 사용하여 디지털 이미지, 비디오, 웹 페이지, 날씨 데이터, 레스토랑 메뉴 또는 텍스트를 표시한다. 공공 장소, 교통 시스템, 박물관, 경기장, 소매점, 호텔, 레스토랑, 기업 건물 등에서 길 찾기, 전시회, 마케팅 및 옥외 광고 기능을 제공할 수 있다. 이는 광고, 정보, 엔터테인먼트 및 상품 판매를 위한 텍스트, 애니메이션 또는 비디오 메시지를 대상 청중에게 표시하기 위해 중앙에서 관리되고 개별적으로 주소를 지정할 수 있는 전자 디스플레이 네트워크로 사용된다.

## 같이 보기
- 전광판
- 운항정보디스플레이시스템(en:Flight information display system, FIDS)
- 제5스크린(영어판)
- 옥외광고